# Cerro Chajnantor
Cerro Chajnantor är ett berg i Bolivia.   Det ligger i departementet Potosí, i den södra delen av landet, 500 km sydväst om huvudstaden Sucre. Toppen på Cerro Chajnantor är 5 389 meter över havet, eller 199 meter över den omgivande terrängen. Bredden vid basen är 2,9 km. Cerro Chajnantor ingår i Cerros de Chajnantor.
Terrängen runt Cerro Chajnantor är huvudsakligen kuperad. Trakten runt Cerro Chajnantor är nära nog obefolkad, med mindre än två invånare per kvadratkilometer.. Det finns inga samhällen i närheten.
Trakten runt Cerro Chajnantor är ofruktbar med lite eller ingen växtlighet.